# Staurogyne glutinosa
Staurogyne glutinosa är en akantusväxtart som beskrevs av Carl Ernst Otto Kuntze. Staurogyne glutinosa ingår i släktet Staurogyne och familjen akantusväxter. Inga underarter finns listade i Catalogue of Life.